# Staraja Wasiljewka (Baszkortostan)
Staraja Wasiljewka (ros. Старая Васильевка) – wieś (sieło) w Rosji, w Baszkortostanie, w rejonie alszejewskim. W 2010 liczyła 266 mieszkańców.